# Yara Mekawei
Yara Mekawei (* 1987 in Kairo) ist eine ägyptische Klangkünstlerin und Komponistin elektronischer Musik.

## Leben und Wirken
Mekawei wuchs in Kairo auf. Sie studierte Kunsterziehung an der Helwan-Universität, wo sie 2010 mit einem Bachelor abschloss. 2015/2016 lehrte sie als Assistent an der MSA University in Gizeh.
Seitdem beschäftigt Mekawei sich mit der Dichtung des Sufismus und nordafrikanischer Urbanität. Anhand der Werke sufistischer Dichter, Denker und Philosophen entwickelte sie eine Methode zur Ver- und Entschlüsselung arabischer Buchstaben, die sie zu Partituren für ihre Musik- und Klangkompositionen nutzt. „Die Klänge der bewegten Bilder“ lautet übersetzt der Titel eines Buchs von Mekawei in arabischer Sprache, in dem sie die Ergebnisse ihrer Arbeiten darstellte. Im Zentrum steht dabei ihr Begriff des „Gehörsehens“; ihre Kompositionsphilosophie ist von anspruchsvollen Praktiken geprägt, mit denen sie dem Publikum konzeptionelle Botschaften vermitteln möchte.
In ihrem 2018 begonnenen Projekt Radio Submarine / راديو الغواصة  begab sich Mekawei auf akustische Streifzüge durch die Klang- und Musikwelt nordafrikanischer Städte; das verbindende Element zwischen dessen einzelnen Hörfunk-Features war dabei das Wasser. Mit Unterstützung des DAAD lebt und arbeitet sie seit 2021 in Berlin.
In Mekaweis auditiven Klangarchitekturen verbinden sich Dokumentation, Glaube und Widerstand mit einer weiblichen Perspektive. Ihre Arbeit gilt als extrem vielschichtig; sie vereint Vergangenheit und Zukunft, Tradition und Moderne, Analoges und Digitales.